# Syndrome de déhiscence du canal semi-circulaire supérieur
 Mise en garde médicale
Le syndrome de déhiscence du canal semi-circulaire supérieur est un syndrome rare qui a été décrit pour la première fois par le chirurgien américain Lloyd B. Minor (en) de l'Université Johns-Hopkins à Baltimore en 1998,. On utilise de ce fait également le terme d'« oreille de Minor » ou « syndrome de Minor ».

## Physiopathologie

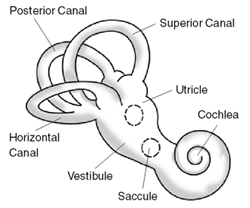
Dessin anatomique de l'oreille interne avec le canal semi-circulaire supérieur (« superior canal »)

La lésion à l'origine du syndrome de déhiscence du canal semi-circulaire supérieur est un défaut de couverture du canal semi-circulaire supérieur par l'os temporal à l'origine d'un phénomène de « troisième fenêtre »,. La fenêtre ainsi créée permet à l'onde acoustique transmise par voie aérienne de se propager dans le labyrinthe au lieu de la cochlée expliquant ainsi la surdité. À l'inverse, la troisième fenêtre permet à l'onde acoustique transmise par voie osseuse de gagner le labyrinthe ce qui génère les phénomènes d'hyperacousie.

## Examen clinique
- Phénomène de Tullio : signes vestibulaires provoqués par un stimulus sonore (vertiges, nystagmus)[3],[5].
- Surdité mixte (ou de transmission)[3] ou à l'inverse hyperacousie[6].
- Autophonie[2].
- Acouphènes pulsatiles[2].
- Signe de la fistule[3].

## Examens complémentaires
- Réflexe stapédien présent[3],[2] et tympanogramme normal[3]. L'audiométrie tonale permet de mettre en évidence la surdité[2].
- La déhiscence osseuse peut être mise en évidence par un scanner des rochers en coupes fines. L'anomalie est au mieux visualisée sur les reconstructions coronales obliques dans le plan du canal semi-circulaire supérieur (plan de Pöschl)[2],[7]. Le défect osseux est en général supérieur à 3 mm et peut atteindre 6 à 7 mm[7]. L'importance de la déhiscence est corrélée à l'intensité des symptômes[8]. Des séquences d'imagerie par résonance magnétique de haute résolution fortement pondérées en T2 peuvent également mettre en évidence la déhiscence[2].

## Traitement
Il n'y a pas de traitement médical efficace du syndrome de déhiscence du canal semi-circulaire supérieur. Des traitements chirurgicaux un resurfaçage du canal semi-circulaire supérieur.
Une autre opération consiste à placer un plugin par voie Trans mastoïde ou sus pétreuse afin de combler la déhiscence.
Cette opération consiste à combler la déhiscence en plaçant du fascia musculaire condamnant la partie supérieure du canal semi-circulaire supérieur et de combler la déhiscence avec du Bone Pate (mélange de poudre d'os prélevé directement du patient lors de l'opération et de colle physiologique). De la cire de Horsley est également utilisée en plus du fascia musculaire mais de moins en moins à cause de risques d'inflammation.
Le Bone Pate placé, ce dernier devient de l'os à proprement parler et comble ainsi la déhiscence de façon stable et durable.
ces deux types d'opérations sont pratiquées par les chirurgiens d'après leur appréciation mais également d'après la physionomie du patient. 

## Association et personnalités

### Association de malades
Fin 2020, des malades se rassemblent en France pour créer une association : "Syndrome de Minor ou Syndrome de Déhiscence du Canal semi-circulaire Supérieur". Leurs objectifs : soutenir les personnes touchées par cette maladie rare, œuvrer à une meilleure (re)connaissance du syndrome par le corps médical, éviter l'errance diagnostique des malades.  Un site internet d'informations est lancé en février 2021.

### Personnalités

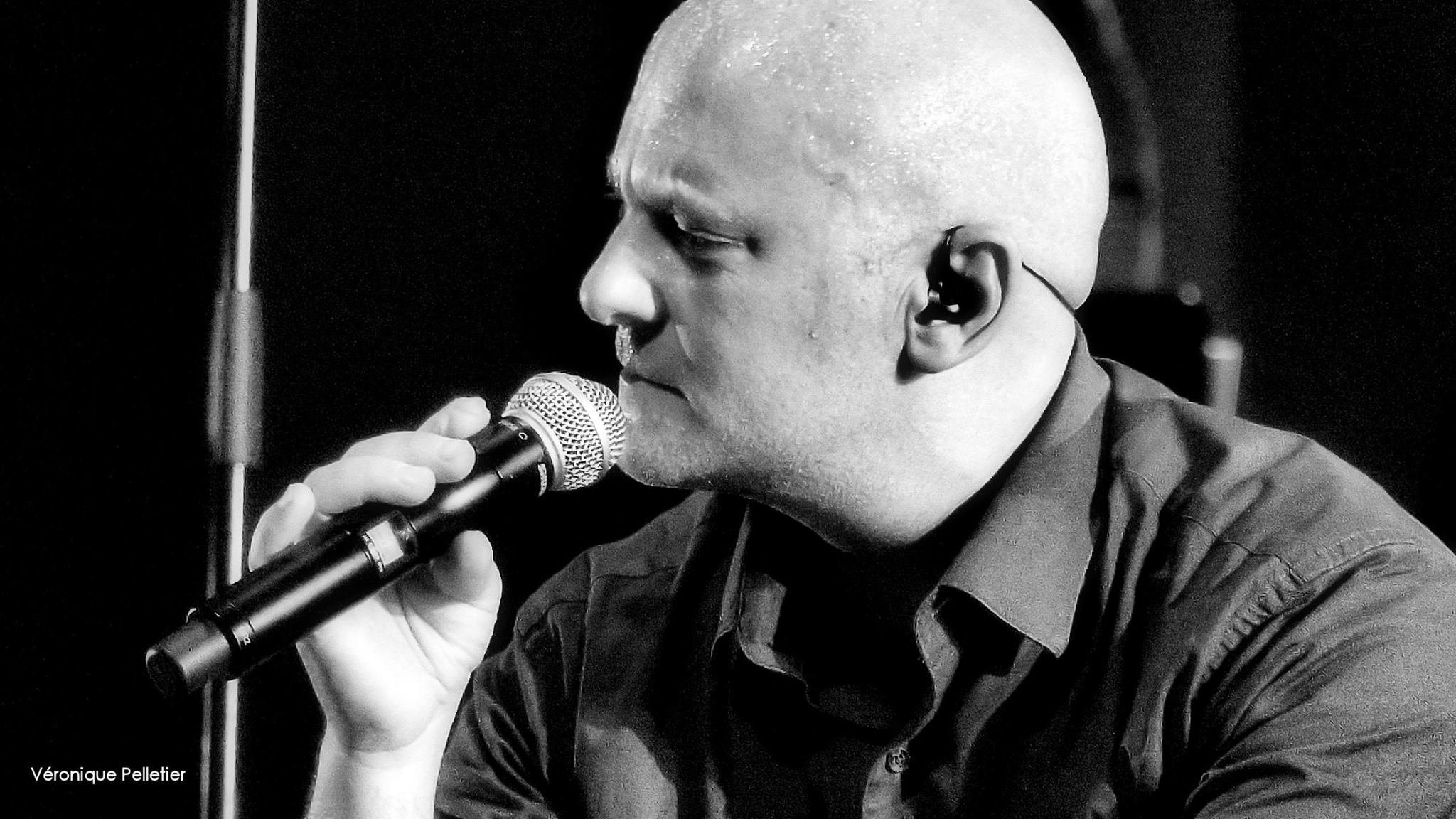
Martin Levac

Le chanteur, batteur, claviériste et auteur-compositeur-interprète canadien et québécois Martin Levac a déclaré à la presse avoir été opéré pour le syndrome de Minor, annonçant ainsi en être guéri et s'être senti « rajeuni de dix ans ».